# Carlos Boozer
Carlos Austin Boozer jr. (Aschaffenburg, 20 novembre 1981) è un ex cestista statunitense.

## Carriera

### High school e college
Nato in una base militare della Germania Ovest ma cresciuto in Alaska, Boozer ha frequentato la Juneau-Douglas High School, che ha guidato a due titoli statali consecutivi, venendo inserito per due anni di seguito nel primo quintetto dei migliori giocatori americani a livello liceale dalla rivista Parade.
Dopo essersi diplomato ha ricevuto offerte da numerose università, scegliendo l'Università Duke, la cui squadra di pallacanestro era allenata da Mike Krzyzewski. Con la maglia di Duke ha vinto il titolo NCAA 2001. Nella stagione 2001-02 Boozer, Mike Dunleavy e Jay Williams hanno segnato tutti più di 600 punti; solo Kyle Singler, Nolan Smith e Jon Scheyer hanno ripetuto questa impresa per Duke, nella stagione 2009-10. Nell'aprile ha annunciato di volersi dichiarare eleggibile al draft 2002, rinunciando al suo ultimo anno di università.

### NBA

#### Cleveland Cavaliers e Utah Jazz
Al draft viene selezionato dai Cleveland Cavaliers con la 34ª scelta assoluta. Chiude la sua prima stagione con 10,0 punti e 7,5 rimbalzi di media a partita, mentre nella sua seconda stagione chiude con 15,5 punti e 11,4 rimbalzi.
Alla fine della stagione 2003-04, i Cavs, decidono di non esercitare un'opzione per rinnovare il suo contratto di un anno a 695.000 dollari, facendolo diventare free agent con restrizioni. Successivamente Boozer e i Cavs si accordano per un contratto di sei anni a 39 milioni di dollari. Il 30 luglio 2004 firma, però, un contratto di sei anni, per 70 milioni di dollari, con gli Utah Jazz. A seguito del suo passaggio ai Jazz, Gordon Gund, proprietario dei Cavs, ha espresso la sua delusione nei confronti di Boozer, affermando che il giocatore si era impegnato a firmare il contratto proposto dalla sua squadra in cambio del non esercizio della clausola di rinnovo; Boozer ha tuttavia negato, in seguito, di essersi impegnato con i Cavs.
Ai Jazz Boozer diventa subito la colonna portante della squadra dal punto offensivo, chiudendo la sua prima stagione con 17 punti e 9 rimbalzi di media. Salta tuttavia l'ultima parte di stagione a causa di un infortunio. Anche per via della sua mancanza, i Jazz non si sono qualificati ai play-off per la seconda volta negli ultimi 22 anni. Larry Miller, proprietario degli Utah Jazz, lo ha pubblicamente criticato per la sua mancanza di impegno.
A causa di vari infortuni salta anche la prima parte della stagione successiva, tornando solo a febbraio. Inizialmente parte dalla panchina, ma a marzo riesce a riconquistare il posto di titolare, chiudendo la stagione con 20 punti e 10 rimbalzi di media.
Inizia la stagione 2006-07 ottimamente e viene anche scelto come riserva all'All-Star Game, ma è costretto a saltarlo a causa di un infortunio al perone destro. Nei play-off, eguaglia il suo career-high di 41 punti contro gli Houston Rockets e in gara-7 fa anche di più, guidando i Jazz oltre l'ostacolo Rockets, siglando 35 punti, con 14 rimbalzi e convertendo due tiri liberi chiave per la vittoria e il passaggio del turno. Finisce i play-off con una media di 23,5 punti e 12,2 rimbalzi a partita.
Nel novembre della stagione 2007-08 viene eletto Western Conference Player of the Month. A febbraio viene nuovamente scelto come riserva all'All-Star Game 2008, totalizzando 14 punti e 10 rimbalzi. Contro i Seattle SuperSonics ottiene la sua prima tripla doppia in carriera, con 22 punti, 11 rimbalzi e 10 assist. Nei play-off i Jazz devono affrontare di nuovo gli Houston Rockets, ma, malgrado la media realizzativa di Boozer continui a scendere (16 punti e 11 rimbalzi a partita), Utah riesce comunque a vincere 4-2. Al secondo turno, però, i Jazz cadono contro i Los Angeles Lakers di Kobe Bryant sempre per 4-2.
Durante la stagione 2008-09 ha saltato 44 partite a causa di un intervento chirurgico al ginocchio destro, scatenando numerose polemiche sulle sue precarie condizioni fisiche. In 37 partite disputate ha chiuso con 16,2 punti, 10,4 rimbalzi e 2,3 assist di media. Nonostante sembrasse destinato a lasciare la squadra a fine stagione, ha deciso di esercitare un'opzione per rinnovare il suo contratto di un altro anno.
Nella stagione 2008-09 riesce a ritrovare continuità, disputando 78 partite su 82, con una media di 19,5 punti, 11,2 rimbalzi, e una percentuale al tiro pari al 56,2%.

#### Chicago Bulls e Los Angeles Lakers
L'8 luglio 2010 firma un contratto sign-and-trade con i Jazz e viene ceduto ai Chicago Bulls. Salta tuttavia la preparazione e le prime 23 partite di stagione regolare a causa di un infortunio. Esordisce in maglia Bulls contro gli Orlando Magic, partendo subito in quintetto e realizzando 5 punti in 22 minuti di gioco. Il 6 dicembre 2010 realizza la sua prima doppia doppia con Chicago, realizzando 29 punti e 12 rimbalzi contro gli Oklahoma City Thunder. Chiude la stagione regolare con una media di 17,5 punti e 9,6 rimbalzi, aiutando i Bulls a chiudere in testa alla Eastern Conference. Chiude invece i play-off con 12,6 punti e 9,7 rimbalzi a partita.
Nella sua seconda stagione chiude con 15 punti e 8,5 rimbalzi di media, ma riesce a disputare ben 66 partite.
Chiude la stagione 2012-13 con 16,2 punti e 9,8 rimbalzi di media, riuscendo a disputare 79 partite.
Il 15 luglio 2014 viene tagliato dai Bulls, e due giorni dopo firma un contratto annuale con i Los Angeles Lakers, che si impegnano a pagare 3,25 dei 16,8 milioni di dollari previsti dal suo contratto con i Bulls, mentre i restanti 13,55 milioni vennero pagati dalla squadra di Chicago.

### CBA e ritiro

#### Guangdong Tigers
Dopo un anno d'inattività nell'estate del 2016 si trasferisce in Cina (nonostante fosse stato contattato dai San Antonio Spurs), ai Guangdong Southern Tigers, e in stagione tiene una media di 16,6 punti a partita.
Il 18 dicembre 2017 annuncia il suo ritiro dal basket.

### Nazionale
Boozer ha vestito la maglia della nazionale americana nelle Olimpiadi del 2004, vincendo la medaglia di bronzo e in quelle del 2008, dove ha vinto la medaglia d'oro.

## La causa contro Prince
Nel gennaio 2006, Boozer ha fatto causa al cantante Prince, riguardo ad una casa a Los Angeles che Prince aveva preso in affitto dalla società immobiliare facente capo a Boozer, la C Booz Multifamily I LLC.
A febbraio venne raggiunto un accordo e la causa fu archiviata.

## Statistiche
| † | Denota le stagioni in cui ha vinto il titolo |
| * | Primo nella lega                             |

### NCAA
| Anno       | Squadra          | PG  | PT | MP   | TC%  | 3P% | TL%  | RP  | AP  | PRP | SP  | PP   |
| ---------- | ---------------- | --- | -- | ---- | ---- | --- | ---- | --- | --- | --- | --- | ---- |
| 1999-2000  | Duke Blue Devils | 34  | -  | 23,7 | 61,4 | -   | 74,2 | 6,3 | 1,1 | 1,1 | 0,7 | 13,0 |
| 2000-2001† | Duke Blue Devils | 32  | -  | 25,6 | 60,4 | -   | 71,9 | 6,5 | 1,3 | 0,9 | 0,9 | 13,3 |
| 2001-2002  | Duke Blue Devils | 35  | -  | 28,4 | 66,5 | 0,0 | 75,4 | 8,7 | 1,1 | 0,9 | 0,6 | 18,2 |
| Carriera   | Carriera         | 101 | -  | 25,9 | 63,1 | 0,0 | 74,1 | 7,2 | 1,1 | 1,0 | 0,7 | 14,9 |

### NBA

#### Regular season
| Anno      | Squadra             | PG  | PT  | MP   | TC%  | 3P%  | TL%  | RP   | AP  | PRP | SP  | PP   |
| --------- | ------------------- | --- | --- | ---- | ---- | ---- | ---- | ---- | --- | --- | --- | ---- |
| 2002-2003 | Cleveland Cavaliers | 81  | 54  | 25,3 | 53,6 | 0,0  | 77,1 | 7,5  | 1,3 | 0,7 | 0,6 | 10,0 |
| 2003-2004 | Cleveland Cavaliers | 75  | 75  | 34,6 | 52,3 | 16,7 | 76,8 | 11,4 | 2,0 | 1,0 | 0,7 | 15,5 |
| 2004-2005 | Utah Jazz           | 51  | 51  | 34,7 | 52,1 | 0,0  | 69,8 | 9,0  | 2,8 | 0,8 | 0,5 | 17,8 |
| 2005-2006 | Utah Jazz           | 33  | 19  | 31,1 | 54,9 | -    | 72,3 | 8,6  | 2,7 | 0,9 | 0,2 | 16,3 |
| 2006-2007 | Utah Jazz           | 74  | 74  | 34,6 | 56,1 | -    | 68,5 | 11,7 | 3,0 | 0,9 | 0,3 | 20,9 |
| 2007-2008 | Utah Jazz           | 81  | 81  | 34,9 | 54,7 | 0,0  | 73,8 | 10,4 | 2,9 | 1,2 | 0,5 | 21,1 |
| 2008-2009 | Utah Jazz           | 37  | 37  | 32,4 | 49,0 | -    | 69,8 | 10,4 | 2,1 | 1,1 | 0,2 | 16,2 |
| 2009-2010 | Utah Jazz           | 78  | 78  | 34,3 | 56,2 | -    | 74,2 | 11,2 | 3,2 | 1,1 | 0,5 | 19,5 |
| 2010-2011 | Chicago Bulls       | 59  | 59  | 31,9 | 51,0 | -    | 70,1 | 9,6  | 2,5 | 0,8 | 0,3 | 17,5 |
| 2011-2012 | Chicago Bulls       | 66  | 66  | 29,5 | 53,2 | 0,0  | 69,3 | 8,5  | 1,9 | 1,0 | 0,4 | 15,0 |
| 2012-2013 | Chicago Bulls       | 79  | 79  | 32,2 | 47,7 | 0,0  | 73,1 | 9,8  | 2,3 | 0,8 | 0,4 | 16,2 |
| 2013-2014 | Chicago Bulls       | 76  | 76  | 28,2 | 45,6 | 0,0  | 76,7 | 8,3  | 1,6 | 0,7 | 0,3 | 13,7 |
| 2014-2015 | L.A. Lakers         | 71  | 26  | 23,8 | 49,9 | -    | 62,7 | 6,8  | 1,3 | 0,6 | 0,2 | 11,8 |
| Carriera  | Carriera            | 861 | 775 | 31,2 | 52,1 | 7,1  | 72,2 | 9,5  | 2,2 | 0,9 | 0,4 | 16,2 |
| All-Star  | All-Star            | 1   | 0   | 18,5 | 46,7 | -    | 0,0  | 10,0 | 0,0 | 0,0 | 0,0 | 14,0 |

#### Play-off
| Anno     | Squadra       | PG | PT | MP   | TC%  | 3P% | TL%  | RP    | AP  | PRP | SP  | PP   |
| -------- | ------------- | -- | -- | ---- | ---- | --- | ---- | ----- | --- | --- | --- | ---- |
| 2007     | Utah Jazz     | 17 | 17 | 38,5 | 53,6 | -   | 73,8 | 12,2  | 2,9 | 1,0 | 0,3 | 23,5 |
| 2008     | Utah Jazz     | 12 | 12 | 36,8 | 41,5 | -   | 71,4 | 12,3  | 2,8 | 0,5 | 0,2 | 16,0 |
| 2009     | Utah Jazz     | 5  | 5  | 37,2 | 52,8 | -   | 77,1 | 13,2  | 2,2 | 1,6 | 0,4 | 20,6 |
| 2010     | Utah Jazz     | 10 | 10 | 40,2 | 53,0 | -   | 54,3 | 13,2* | 3,0 | 0,4 | 0,7 | 19,7 |
| 2011     | Chicago Bulls | 16 | 16 | 31,7 | 43,3 | 0,0 | 80,0 | 9,7   | 1,8 | 0,6 | 0,4 | 12,6 |
| 2012     | Chicago Bulls | 6  | 6  | 33,3 | 42,2 | -   | 71,4 | 9,8   | 3,0 | 0,8 | 0,3 | 13,5 |
| 2013     | Chicago Bulls | 12 | 12 | 35,9 | 49,4 | 0,0 | 68,9 | 9,6   | 1,5 | 0,8 | 0,1 | 16,4 |
| 2014     | Chicago Bulls | 5  | 5  | 24,2 | 42,6 | -   | 88,9 | 7,8   | 1,0 | 0,2 | 0,0 | 9,6  |
| Carriera | Carriera      | 83 | 83 | 35,4 | 48,3 | 0,0 | 72,6 | 11,1  | 2,3 | 0,7 | 0,3 | 17,1 |

#### Massimi in carriera
- Massimo di punti: 41 (3 volte)[11]
- Massimo di rimbalzi: 23 vs Portland Trail Blazers (21 febbraio 2010)
- Massimo di assist: 10 vs Seattle Supersonics (13 febbraio 2008)
- Massimo di palle rubate: 5 (3 volte)
- Massimo di stoppate: 10 vs Philadelphia 76ers (23 febbraio 2003)
- Massimo di minuti giocati: 50 vs Brooklyn Nets (27 aprile 2013)

## Palmarès

### NBA
- NBA All-Rookie Second Team: 2003
- All-NBA Third Team: 2008
- Convocazioni all'All-Star Game: 2

2007, 2008

### NCAA
- Titoli NCAA: 1

Duke Blue Devils: 2001
- McDonald's All-American Game (1999)
- NCAA AP All-America Third Team (2002)

### Nazionale
- Oro olimpico:

Pechino 2008
- Bronzo olimpico:

Atene 2004